# 제2차 수단 내전
제2차 수단 내전은 1983년에 시작되었다. 제2차 세계 대전 이후로 비전투원 사망자가 가장 많은 분쟁 중 하나인 이 내전이 일어난 뒤 남부 수단은 20세기 후반의 가장 길고 잔혹한 전쟁의 희생양이 되어 대략 190만 명이 죽고 400만 명 이상이 도피해야 했다. 공식적으로 분쟁은 2005년 1월에 평화 협정에 체결되면서 끝났다.

## 분쟁의 원인과 배경
분쟁은 북부의 아랍인이 지배하는 정부에 대한 남부의 비아랍인 주민의 봉기라고 여겨진다. 나일 강 기슭에 기반을 둔 왕국이나 열강은 수 세기 동안 수단 내륙의 주민들과 싸워왔다. 적어도 17세기 이후 중앙 정부는 남부나 내륙의 수단인들을 착취하고 지배하려고 시도했다.
영국이 수단을 식민 지배 할 때는 남북을 분리해서 지배했다. 남부는 케냐, 탄자니아, 우간다 같은 동아프리카와 비슷하게 취급됐고 북부는 아랍의 이집트와 비슷하게 취급됐다. 북부인들은 남부를 지배할 수 없었고 북부와 남부의 교역은 방해 받았다.
그러나 1946년 북부의 압력을 받은 영국은 두 지역을 통합하기로 결정했다. 아랍어가 남부에서도 공용어로 되었고 북부인들은 남부에서 권력을 장악하기 시작했다. 영어로 교육받은 남부 엘리트들은 새 정권에 넣어지지 않았다. 남부 엘리트는 그러한 변화에 분개했다. 독립 이후 하르툼의 북부 엘리트가 대부분의 권력을 잡아 남부에서는 불만이 높아졌다.

1955년, 북부의 이슬람교도 아랍인의 지배에 대한 남부의 불만이 , 에카트리아 지방에 있는 남부인의 부대가 반란을 일으켰다. 이 반란은 연방제를 구축하겠다는 약속을 폐기한 것에 대한 반응이었다. 그 후 17년 동안 남부는 지속적으로 반란을 일으켰고 남부 지도자들은 자치나 완전한 독립에 찬성하는 여론을 환기했다.
제2차 수단 내전의 다른 원인은 천연 자원에 있었다. 석유 수출은 수단의 수출 소득의 70%를 차지하는데 중요한 유전 지대는 남부에 있다. 또 나일 강의 지류가 흐르고 강수량이 높기 때문에 남부 수단은 물을 이용하기 수월하고 토질도 비옥한 반면 북부는 사하라 사막의 가장 자리에 있다. 북부는 남부의 천연 자원을 지배하기를 원한 반면 남부는 천연 자원에 대한 통제권을 유지하고 싶었다.
딩카족과 누어인의 전쟁도 동시에 일어나고 있었다.

## 분쟁의 발발
이슬람교도 아랍인이 지배하는 중앙 정부에 대한 지속적인 반란은 남부 수단에 자치권을 주는 아디스 아바바 협정이 조인됨에 따라 1972년에 끝났다. 그러나 1983년 니메이리 정권은 이슬람화의 일환으로 수단을 이슬람 - 아랍 국가로 할 의향을 나타냈다. 남부 수단은 3개 지역 분할되어 이슬람법 샤리아가 강제로 도입되었다.
1983년 4월 23일 니메이리 대통령은 계엄령을 선언하고 이슬람법 시리아의 적용을 확대했다. 헌법으로 보장된 권리들은 정지됐다. 북부에서는 임시 법정이 설립되어 절도에 대해 손목을 자르는 일이나 술을 소지한 것에 대해 채찍질을 가하는 것은 일반적인 일이 되었다. 북부에 살고 있는 남부인이나 이슬람을 믿지 않는 사람도 이러한 벌을 받았다. 이러한 사건과 다른 불만이 합해져 내전을 재개시켰다.
존 가랑의 지도 하에 1983년 비아랍인이 중심이 되어 수단 인민해방군이 설립됐다. 수단 인민해방군은 중앙 정부와 싸우고 독립된 남부 수단 국가를 건설하려 했다.
1984년 9월 니메이리 대통령은 계엄령을 끝내고 임시 법정을 폐지하겠다고 발표했다. 그러나 임시 법정이 해왔던 일들은 새 법으로 계속됐다. 비이슬람교도의 권리는 존중된다는 니메이리의 보장에도 불구하고 남부인과 다른 비이슬람교도는 중앙 정부의 의도를 의심하지 않을 수 없었다.

### 무기 공급
수단 정부는 여러 국가들로부터 무기를 공급받았다. 독립 이후 수단 군은 영국에 의해 훈련되었고 무기도 영국으로부터 공급받았다. 그러나 6일 전쟁 이후 영국과의 관계는 단절됐다. 미국과 서독과의 관계도 단절됐다. 1968년부터 1972년까지는 소련과 동구권이 많은 무기를 팔았고, 기술적 원조를 제공했으며, 수단군을 훈련시켰다. 당시에 수단 군대는 18,000명에서 50,000명까지 늘어났다. 많은 수의 탱크, 항공기, 대포도 공급됐다. 소련과의 관계는 1972년의 쿠데타 이후 냉각됐다. 수단 정부는 공급원을 다변화하고자 했다. 소련의 공급은 1977년까지 계속됐다. 그러나 소련이 에티오피아의 마르크스주의 집단을 지원한 것이 수단을 자극했고 결국 계약은 취소됐다. 1970년대 후반에는 중화인민공화국이 주된 무기 공급자였다. 이집트는 1970년대에 중요한 협력자였다. 미사일, 장갑차, 그리고 여러 장비를 지원했다. 두 나라 사이의 군사 협력도 중요했다. 서방 국가들은 1970년대 중반에 수단에 다시 무기를 공급하기 시작했다. 1976년 경 에티오피아와 리비아의 사회주의 정권을 견제하기 위해 미국은 수단에 많은 무기를 팔았다. 이러한 공급은 1982년에 1억 100만 달러에 달했지만 제2차 수단 내전이 발발하면서 미국의 공급은 줄어들기 시작했고 결국 1987년에 취소됐다.

## 1985년 - 1991년
1985년 초 하르툼은 연료와 식량의 심각한 부족에 휩쓸리고 남부에서는 전투가 확대되어, 가뭄과 기근, 난민이 증가해갔다. 니메이리가 수단에 없었던 4월 초 하르툼에서 빵과 여러 기본 식료품의 가격 인상에 항의하는 대규모 시위가 일어났다.
4월 6일 장교 압둘 라만 수와 알다하브를 중심으로 쿠데타가 일어났다. 새 정부가 처음으로 한 일은 1983년 헌법을 정지시키고, 수단을 이슬람 국가로 만들 의도를 분명하게 드러낸 법을 폐지하고, 니메이리의 수단 사회주의 연합을 해산하는 것이었다. 그러나 샤리아의 도입을 결정한 '9월 법'은 정지되지 않았다. 열다섯명으로 구성된 잠정 군사 평의회가 구성됐다. "모임"이라고 불린, 정당과 노동 조합과 직종별 조합의 비공식적 협의에 의해 알자즈리 다팔라 박사를 수상으로 하는 임시 내각이 지명됐다.
1986년 4월에 선거가 열려, 약속대로 군사 평의회는 민정에 권력을 이양했다. 정부는 움마당의 사디크 알마흐디를 수상으로 하여, 민주통일당(DUP, 전 국민통일당)과 국민 이슬람 전선 (NIF, 하산 알투라비)와 몇몇 남부의 정당의 연립으로 구성됐다. 이 연정은 몇 차례의 해산과 조직을 반복했지만 항상 사디크 알마흐디와 움마당이 중심이 되었다.
1986년 5월, 알마흐디 정권은 수단인민해방군과 평화 협상을 시작했다. 그 해 SPLA와 다른 정당은 에티오피아에서 모여 이슬람법 샤리아의 폐지와 제헌 회의의 개최를 요구하는 "코카 댐 선언"을 발표했다. 1988년 수단인민해방군(SPLA_과 민주통일당(DUP)은 이집트, 리비아와의 군사 협정 폐기, 이슬람법 샤리아의 동결, 계엄령 해지 그리고 정전을 요구하는 평화 협정 안에 합의했다. 이 평화 협정안은 제헌 회의의 소집도 요구했다.
이 기간 중 내전은 격해지고 경제는 악화되었다. 1988년 생필품의 가격이 인상되자 폭동이 일어나, 가격 인상이 취소되었다. 알마흐디가 SPLA와 DUP가 제안한 평화 협정안을 거부하여 DUP는 정권을 이탈했다. 신정권은 움마당과 이슬람 근본주의 정당인 NIF로 구성됐다.
1989년 2월, 군은 알마흐디에게 평화 협정에 나서지 않으면 정권에서 추방될 것이라는 최후 통첩을 내렸다. 결국 알마흐디는 DUP와 신 연정을 구성하여 SPLA와 DUP가 제안한 평화 협정을 받아들였다. 제헌 회의는 1989년 9월에 개최되기로 계획되었다. 그러나 6월 30일 오마르 알바시르 대령이 NIF의 선동과 지원을 받아 정권을 전복하고 15명으로 구성된 (1991년 이후 12명으로 줄었다) 구국 혁명 지도 회의를 구성했다. 알바시르 장군은 대통령과 수상, 최고 사령관을 겸임했다.
알바시르 정권은 노동 조합과 정당, 그 외의 "비종교적" 조직을 금지했다. 군, 경찰, 정부에서 78,000명이 숙청되었다.
1991년 3월, 신체 절단과 돌로 쳐 죽이는 형벌을 포함한 잔혹한 형벌을 전국적으로 실시하는 새 형법이 발효되었다. 남부는 이러한 이슬람 법의 적용에서 제외되었지만, 1991년의 법은 남부에서 이슬람법 샤리아가 적용될 가능성을 내비쳤다.

## 1991년 - 2001년
수단 인민 해방군 (SPLA)은 에쿠아토리아, 바아루소쿠리, 어퍼나일 주의 대부분을 통제하고 있었으나 다르푸르, 코르펜, 청나일 주 남부에서 활동했다. 정부는 주바, 와우 및 마라카루 등 주요 남부 마을이나 도시의 수가 제어되었다. 5월 비공식 휴전은 1989년 10월에 결렬
1992년 7월에는 정부의 남수단을 장악하고 토리트에서 SPLA 본부를 공격했다. 많은 남수단과 누바 어린이와 여성이 전쟁 중에 남수단의 도시와 마을에서 노예로 채워진 것으로 추정된다. 정부의 정규군과 (인민 방위군 PDF로 알려진) 악명 높은 민병대 모두 노예와 가축을 위한 누바 산맥의 마을을 공격했다.
1993년 이후, 에리트레아, 에티오피아, 우간다, 케냐의 지도자들은 정부 간 개발기구 (IGAD)의 후원하에 수단을 위한 평화 계획을 추진하여 왔지만, 결과는 실패했다. 노력에도 불구하고, IGAD의 노력은 단순히 포괄적인 평화 정착에 필수적인 요소를 확인하는 것을 목적으로 하고 있는지 원칙을 선포했다. 즉 종교와 국가 전력 공유 재산을 공유하고 남쪽을 위한 자기 결정의 권리와의 관계. 수단 정부는 SPLA의 주요 전장에서 패배 후 1997년까지 DOP에 서명하지 않았다.
1995년에는 수단 야당은 국민 민주 동맹이라는 야당의 연합을 창조하기 위하여 남쪽에서 관계자들과 단결했다. 이 개발 센터 주변이 아니라 단순히 남북 수단의 내전보다 더 큰 분쟁이었던 북동부 전선을 열었다. SPLA, DUP와 움마의 당사국은 몇 가지 작은 파티와 북방 민족 그룹과 함께 NDA를 형성하는 중요한 그룹이었다. 1995년에는 에리트레아, 에티오피아, 우간다, 수단에 활성 파병 사항에 SPLA에 군사 원조를 강화했다. 양국은 1998년 국경 분쟁에 들어갔을 때 에리트레아와 에티오피아 군의 관여를 약화시키고, 콩고 민주 공화국의 분쟁에 관심을 이동할 때 우간다의 지원이 약해졌다.